# فان تای کیم فوک
فان تای کیم فوک  (ویتنامی: [faːŋ tʰɪ̂ˀ kim fúk͡p̚]؛ زاده ۶ آوریل ۱۹۶۳)، که به طور غیررسمی با نام‌های دختر در تصویر و دختر ناپالم شناخته می‌شود، یک زن کانادایی زاده ویتنام جنوبی است. وی بیشتر به خاطر کودکی که در عکس برنده جایزه پولیتزر با عنوان «وحشت جنگ» که در ۸ ژوئن ۱۹۷۲ در ترانگ بانگ در طول جنگ ویتنام گرفته شده است، شناخته می‌شود.
عکس از هوین کونگ اوت، معروف به نیک اوت، عکاس خبرگزاری آسوشیتد پرس می‌باشد. این عکس، تصویر فان تای کیم فوک (Phan Thị Kim Phúc)، دختر ۹ سالهٔ عریان را نشان می‌دهد که بعد از بمباران جنوب ویتنام با بمب‌های ناپالم در حین جنگ ویتنام به سوی دوربین می‌دود. نیک اوت برای این عکس، برندهٔ جایزهٔ پولیتزر شد.